# 奧特里什基
48°5′0″N 36°17′4″E / 48.08333°N 36.28444°E

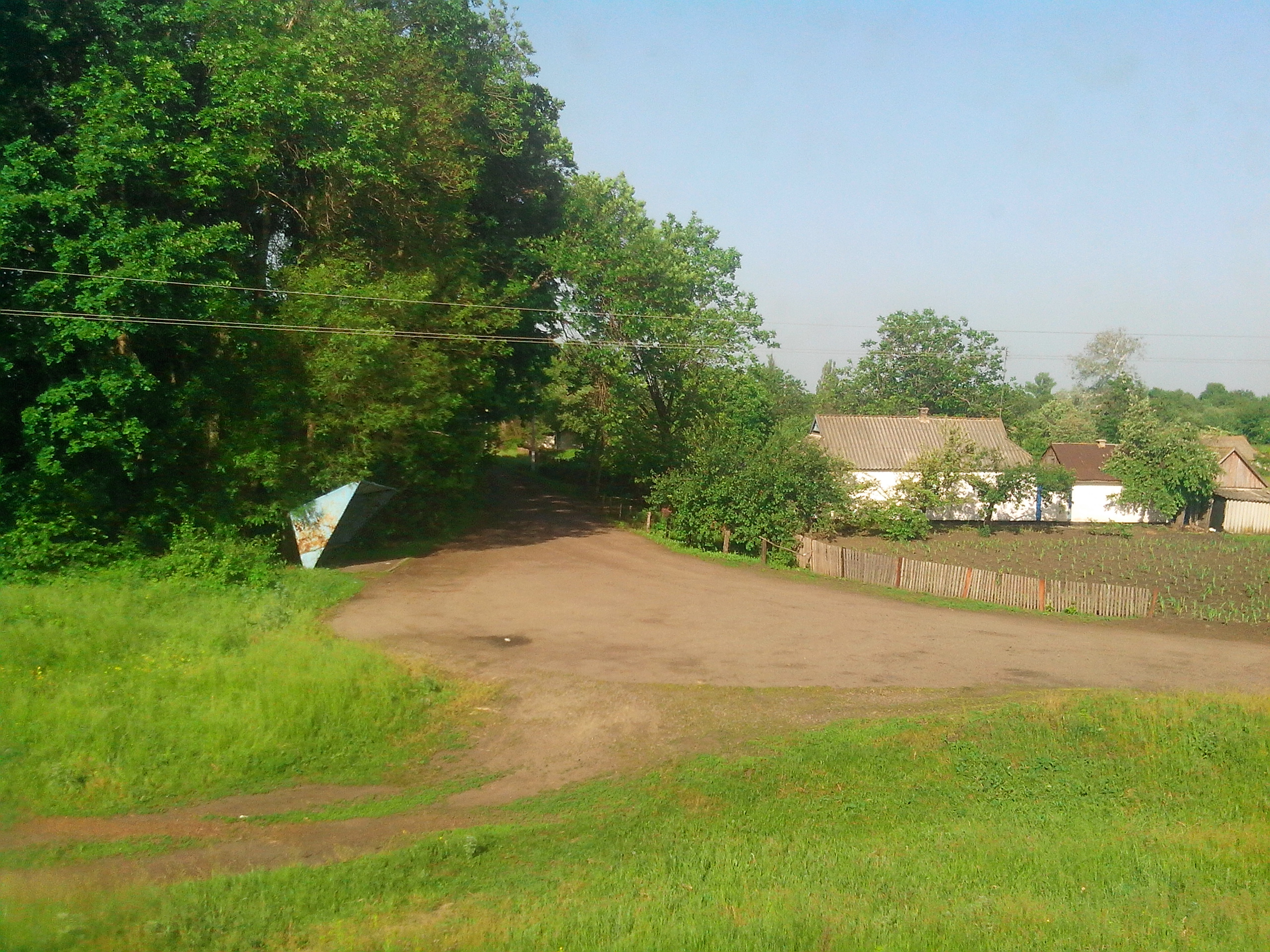

奧特里什基（烏克蘭語：Отрішки），是烏克蘭的村落，位於該國中部第聶伯羅彼得羅夫斯克州，由波克羅夫西克區負責管轄，距離沃季亞涅1公里，始建於1887年，面積0.96平方公里，海拔高度169米，2001年人口为237人。